# Печенежское поле (ландшафтный парк)
Печенежское поле (укр. Печенізьке поле) — региональный ландшафтный парк площадью 4 997,6 га, образованный в 1999 году на территории Печенежского района Харьковской области Украины.

## География

### Расположение
Региональный ландшафтный парк «Печенежское поле» расположен в Печенежском районе Харьковской области Украины, на юг от сёл Артёмовка и Мартовое.
Географические координаты: 49° 57' 23" с. ш. 37° 03' 06" в. д.
Общая площадь парка составляет 4997,6 га.

### Описание
Типичная для региона балочная система, врезана в повышенное плато, на границе степной и лесостепной зон.
В целом рельеф парка — волнистый.
Территория ландшафтного парка охватывает нижнюю часть балки реки Гнилушка, которая протянулась с востока на запад и впадает в Печенежское водохранилище.
От оси этой балки граница парка удаляется максимум на 2,7 км.
Вдоль балки территория парка имеет длину 8 км.
Днище балки широкое (до 250 м) и заболоченное, является временным водотоком (нередко называют рекой).
Гнилушка имеет очень пологие склоны, в её балке есть небольшие плотинки, образованные после перегораживания русла реки.
В южной части парка находится балка Сулимов Яр длиной около 3,5 км.
Сулимов Яр, в отличие от Гнилушки, характеризуется более крутыми, и часто отвесными склонами.
Наиболее характерным для данного района является террасный лёссово-степной тип местности, однако встречается и надпойменно-песчано-боровой тип.
Согласно физико-географическому районированию Украины (1968 года), эта территория относится к Донецко-Донской северо-степной провинции степной зоны и относится к Старобельской степной области южных отрогов Средне-русской возвышенности, юго-западная часть которой, где и находится территория парка, выделяется в Донецко-Оскольский подобласть, занимающая в основном междуречье Северського Донца и Оскола.

## Природоохрана
За охрану парка отвечают:
- Эко-агрофирма «Фауна» — 349, га.
- ООО Агрофирма «Мартова» — 1232,9 га.
- СООО «Артемовка» — 1508,4 га.
- ЧСП «Лаванда» — 499,5 га.
- Чугуево-Бабчанским ГЛХ-110 0 га.
- Фермерские хозяйства — 718,88 га.
- Водохозяйственное предприятие «Харьковкоммунпромвод» — 150,0 га.
- Другие землепользователи — 11,0 га.
- Артемовский сельсовет — 99,2 га.
- Мартовский сельсовет — 317,9 га.

## Биосфера

### Растительный мир
На территории парка представлены степные, луговые, болотные и древесно-кустарниковые комплексы фауны с рядом редких видов.

### Животный мир

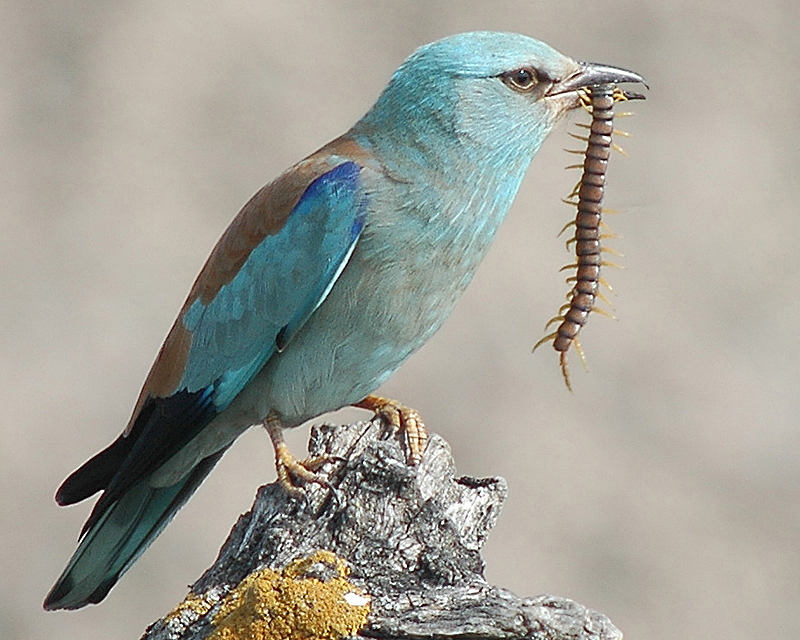
Сизоворонка

Среди наземных позвоночных в парке «Печенежское поле» встречаются:
- 6 видов, занесённых в Европейскую Красную книгу: коростель, орлан-белохвост, обыкновенный слепыш, перевязка, речная выдра, волк.
- 18 — в Красную книгу Украины: степной хорёк, горностай, барсук, речная выдра, большой тушканчик, степная мышовка, серый журавль, ходулочник, стрепет, большой подорлик, орёл-карлик, полевой лунь, орлан-белохвост, огарь, розовый скворец, серый сорокопут, степная гадюка, обыкновенная медянка.
- 14 — в Красную книгу Харьковской области: байбак, большая выпь, малая выпь, большая белая цапля, рыжая цапля, белый аист, серая куропатка, чёрный коршун, луговой лунь, степная пустельга, болотная сова, обыкновенный зимородок, сизоворонка, европейская болотная черепаха.

### Центр по разведению редких и исчезающих видов птиц

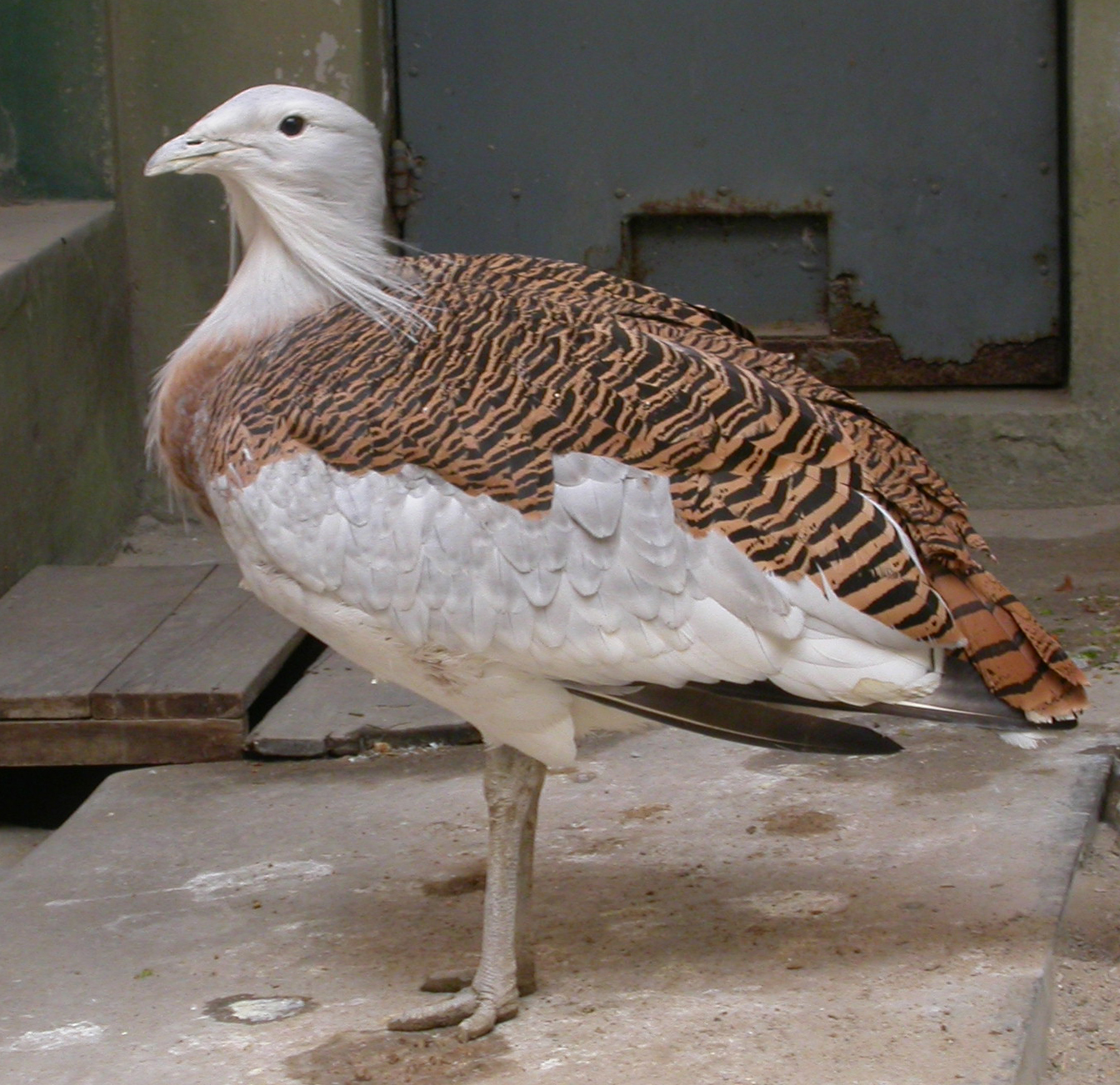
Самец дрофы в брачном наряде

На территории «Печенежского поля» создан Центр по разведению редких и исчезающих видов птиц, занесённых в Европейскую Красную книгу и Красную книгу Украины, среди которых: дрофа, огарь, казарка краснозобая, журавль степной и т. д.
На базе Центра осуществляется межрегиональная научно — практическая программа «Сохранение степи и восстановления восточно — европейской популяции дрофы».